# Frisen Høns
Frisen Høns (også Friesen Høns) er en oldgammel hønserace, der stammer fra Holland.
Hanen vejer 1,5-1,6 kg og hønen vejer 1,2-1,3 kg. De lægger årligt 160 hvide æg à 52-58 gram. Racen findes også i dværgform.

## Farvevariationer
- Guld Sort dobbelplettet
- Gul Hvid dobbelplettet
- Blå
- Guldhvid
- Sølvhvid
- Chamoishvid